# محمد الأمين الشابي
محمد الأمين الشابي ولد بتوزر عام 1917 وتوفي عام 1974 هو أول وزير للتربية في عهد الاستقلال.

## تكوينه

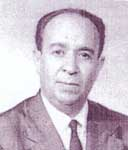
الأمين الشابي

هو الأخ الأصغر للشاعر أبي القاسم الشابي. كان والده محمد الشابي قاضيا وقد درس تعليمه الابتدائي فيما بين 1923 و 1930 بمدينة باجة حيث كان يعمل والده، ثم درس بالمدرسة الصادقية بالعاصمة فيما بين 1930 و 1937 ثم أحرز على شهادة الباكالوريا بالليسي كارنو عام 1938 وتابع دراسة الآداب العربية بجامعة الجزائر إلى أن أحرز على الإجازة وهو ما خوّل له التدريس بالتعليم الثانوي. وواصل في نفس الوقت دراسته العليا بفرنسا إلى أن أحرز عام 1951 على التبريز.

## نشاطه
نشط في صفوف الاتحاد العام التونسي للشغل حيث تولى الإشراف على نقابة التعليم الثانوي. وأسندت إليه إدارة فرع خزندار التابع للمدرسة الصادقية.
انتخب في المجلس القومي التأسيسي في مارس 1956 عن دائرة قفصة- سيدي بوزيد- توزر وأعيد انتخابه عام 1959 في مجلس النواب. أسندت إليه في أول حكومة تونسية بعد الاستقلال حقيبة وزارة التربية القومية فيما بين 17 أفريل 1956 و 6 ماي 1958 ليعوضه على رأس تلك الوزارة محمود المسعدي.
أهم المناصب التي أسندت إليه فيما بعد رئاسة اللجنة الثقافية القومية.